# Chorizanthe pulchella
Chorizanthe pulchella är en slideväxtart som beskrevs av T. S. Brandeg.. Chorizanthe pulchella ingår i släktet Chorizanthe och familjen slideväxter. Inga underarter finns listade i Catalogue of Life.